# Liste der Nummer-eins-Hits in Japan (1969)
Die Liste der japanischen Nummer-eins-Hits enthält die Daten vom 1. Januar 1969 bis zum 31. Dezember 1969. Die letzte Woche im Jahr fällt mit der ersten Woche des neuen Jahres zusammen. Angegeben sind die Verkaufszahlen der jeweiligen Nummer 1 in ihrer Woche. Alle Angaben basieren auf den offiziellen japanischen Charts von Oricon.

| ← 1968 ← | Liste der Nummer-eins-Hits in Japan | Liste der Nummer-eins-Hits in Japan | Liste der Nummer-eins-Hits in Japan             | 1970 →                    |
| \| Zeitraum \| Wo. ges. \| Interpret \| Titel Autor(en) \| Zusätzliche Informationen \| \| (Zeitraum, Wochen auf Platz eins, Interpret, Titel, Autor[en], zusätzliche Informationen) \| \| \| \| \| \| ----------------------------------------------------------------------------------------- \| -------- \| --------------- \| ----------------------------------------------- \| ------------------------- \| \| 23. Dezember 1968 – 26. Januar 1969 5 Wochen (insgesamt 17) \| 17 \| Pinky & Killers \| Koi no Kisetsu \| – \| \| 27. Januar 1969 – 2. Februar 1969 1 Woche \| 1 \| Mary Hopkin \| Those Were the Days Boris Fomin and Gene Raskin \| – \| \| 3. Februar 1969 – 9. Februar 1969 1 Woche \| 1 \| Pinky & Killers \| Namida no Kisetsu \| – \| \| 10. Februar 1969 – 13. April 1969 9 Wochen \| 9 \| Ayumi Ishida \| Blue Light Yokohama \| – \| \| 14. April 1969 – 8. Juni 1969 8 Wochen \| 8 \| Saori Yuki \| Yoake no Scat \| – \| \| 9. Juni 1969 – 13. Juli 1969 5 Wochen \| 5 \| Shinichi Mori \| Minatomachi Blues \| – \| \| 14. Juli 1969 – 7. September 1969 8 Wochen \| 8 \| Ryoko Moriyama \| Kinjirareta Koi \| – \| \| 8. September 1969 – 19. Oktober 1969 6 Wochen \| 6 \| Mina Aoe \| Ikebukuro no Yoru \| – \| \| 20. Oktober 1969 – 9. November 1969 3 Wochen \| 3 \| Mieko Hirota \| Ningyō no Ie \| – \| \| 10. November 1969 – 15. Februar 1970 14 Wochen \| 14 \| Osamu Minagawa \| Kuroneko no Tango \| – \| |                                     |                                     |                                                 |                           |
| ← 1968 |                                     |                                     |                                                 | → 1970 →                  |
| Zeitraum | Wo. ges.                            | Interpret                           | Titel Autor(en)                                 | Zusätzliche Informationen |
| (Zeitraum, Wochen auf Platz eins, Interpret, Titel, Autor[en], zusätzliche Informationen) |                                     |                                     |                                                 |                           |
| 23. Dezember 1968 – 26. Januar 1969 5 Wochen (insgesamt 17) | 17                                  | Pinky & Killers                     | Koi no Kisetsu                                  | –                         |
| 27. Januar 1969 – 2. Februar 1969 1 Woche | 1                                   | Mary Hopkin                         | Those Were the Days Boris Fomin and Gene Raskin | –                         |
| 3. Februar 1969 – 9. Februar 1969 1 Woche | 1                                   | Pinky & Killers                     | Namida no Kisetsu                               | –                         |
| 10. Februar 1969 – 13. April 1969 9 Wochen | 9                                   | Ayumi Ishida                        | Blue Light Yokohama                             | –                         |
| 14. April 1969 – 8. Juni 1969 8 Wochen | 8                                   | Saori Yuki                          | Yoake no Scat                                   | –                         |
| 9. Juni 1969 – 13. Juli 1969 5 Wochen | 5                                   | Shinichi Mori                       | Minatomachi Blues                               | –                         |
| 14. Juli 1969 – 7. September 1969 8 Wochen | 8                                   | Ryoko Moriyama                      | Kinjirareta Koi                                 | –                         |
| 8. September 1969 – 19. Oktober 1969 6 Wochen | 6                                   | Mina Aoe                            | Ikebukuro no Yoru                               | –                         |
| 20. Oktober 1969 – 9. November 1969 3 Wochen | 3                                   | Mieko Hirota                        | Ningyō no Ie                                    | –                         |
| 10. November 1969 – 15. Februar 1970 14 Wochen | 14                                  | Osamu Minagawa                      | Kuroneko no Tango                               | –                         |